# Hans von Veltheim (Dichter)
Graf Hans von Veltheim (* 19. Juli 1818 in Braunschweig; † 5. April 1854 in Harbke bei Helmstedt) war braunschweigischer Kammerherr sowie dramatischer Dichter und Karikaturist.

## Herkunft
Er entstammt der Familie von Veltheim. Sein Großvater war der Mineraloge August von Veltheim. Seine Eltern waren der braunschweigische Forstmeister Werner Graf von Veltheim und dessen Ehefrau Adelheid Melusine von Adelebsen († 24. Februar 1823). Nach dem frühen Tod seiner Frau heiratete der Vater Emilie von Briesen.

## Leben
Seine schulische Bildung erhielt er zunächst mit seinem Bruder Bernhard (* 1. November 1814; † Juni 1842) durch Hauslehrer unterrichtet. 1833 wechselte er dann auf das Obergymnasium in Braunschweig, 1835 wechselt er auf das Collegium Carolinum.
Er lernte klassische Literatur, Archäologie und Ästhetik, Französisch, Italienisch und Englisch sowie Völker- und Staatenkunde. Mineralogie lernte er bei Johann Heinrich Blasius, mit dem ihm eine lebenslange Freundschaft verband. 16. Oktober 1837 erhielt er ein gutes Zeugnis, nur in Mathematik war er schwach.
Anschließend studierte er Rechtswissenschaften in Braunschweig, 1839 wechselt er nach Berlin und hörte bei Savigny. 1841 kehrte er nach Braunschweig zurück. Am 19. März 1842 bestand er dort mit der Note „hinlänglich“. Am 20. April 1842 kam er als Auditor zum Kreisgericht nach Braunschweig. Hier traf er den damaligen Assessor Wilhelm Bode. Es muss ihm aber nicht gefallen haben, am 1. Mai 1843 nahm er ein einjährigen Urlaub, den er nochmal um ein Jahr verlängerte. Im November 1845 wurde er trotzdem zu den Sitzungen und Geschäften der herzoglichen Kammer zugelassen. Zu einer Anstellung im Staatsdienst kam er nie, aber ebenso wenig zu einer Entlassung. Die Kammer schickte ihn zur Ausbildung in Land- und Forstwirtschaft nach Süpplingenburg in Cleve und nach Harzburg. In Harzburg fand er den Forstmeister Geitel, mit dem er gut auskam.
Er wurde am 1. Januar 1843 zum Hofjunker, im Jahr 1844 zum Kammerjunker und 1847 zum Kammerherrn ernannt, war aber nicht glücklich dabei. Seine literarischen und künstlerischen Interessen trafen bei seiner Familie auf Unverständnis. Sie sahen seine dramatischen Gedichte und witzigen Zeichnungen als eines Aristokraten unwürdig. Begeistern konnte er aber seine jüngeren Stiefschwestern. Veltheim reiste viel, er besuchte Österreich-Ungarn, die Schweiz und Italien, wo er viel zeichnete. Er benötigte nicht viel Geld und war Meister auf dem Klavier und gern gesehener Gast.
Er litt aber unter einer Hautflechte, weshalb er 1852 in Cannstatt eine Kur machte. Er wiederholte diese im Jahr darauf, aber es wurde nur schlimmer und er bekam dazu Depressionen. Laut einem Artikel seines Urgroßneffen Hans-Hasso von Veltheim in der Zeitschrift Zukunft von Maximilian Harden sollen „ehrverletzende Gerüchte“ der eigentliche Grund dafür gewesen sein, dass er sich am 5. April 1854 im Schlosspark von Harbke erschoss. Er wurde ohne Nennung in der Familiengruft beigesetzt.

### Werke
- „Héliogabale XIX ou biographie du dixneuvième siècle de la France: dediée à la grande nation en signe de sympathie par un Allemand“ (Braunschweig 1843) Digitalisat
- „Seekönig“, 1846
- „Splendiano“, 1846
- Dramatische Versuche, Digitalisat
- „Dramatische Zeitgemälde“, 1848
- „Die Erben der Zeit“, „End’ und Anfang“, 1850 Digitalisat

Eigene Karikaturen von Tagesereignissen und Persönlichkeiten stellte er öffentlich aus.